# Battaglia di Phu Lam Tao
La battaglia di Phu Lam Tao (23 marzo 1885) fu uno scontro che ebbe importanti conseguenze politiche avvenuto durante la guerra franco-cinese (agosto 1884 - aprile 1885). La battaglia vide la sconfitta di un battaglione francese di Zuavi da parte di truppe regolari cinesi e Bandiere nere.

## Contesto

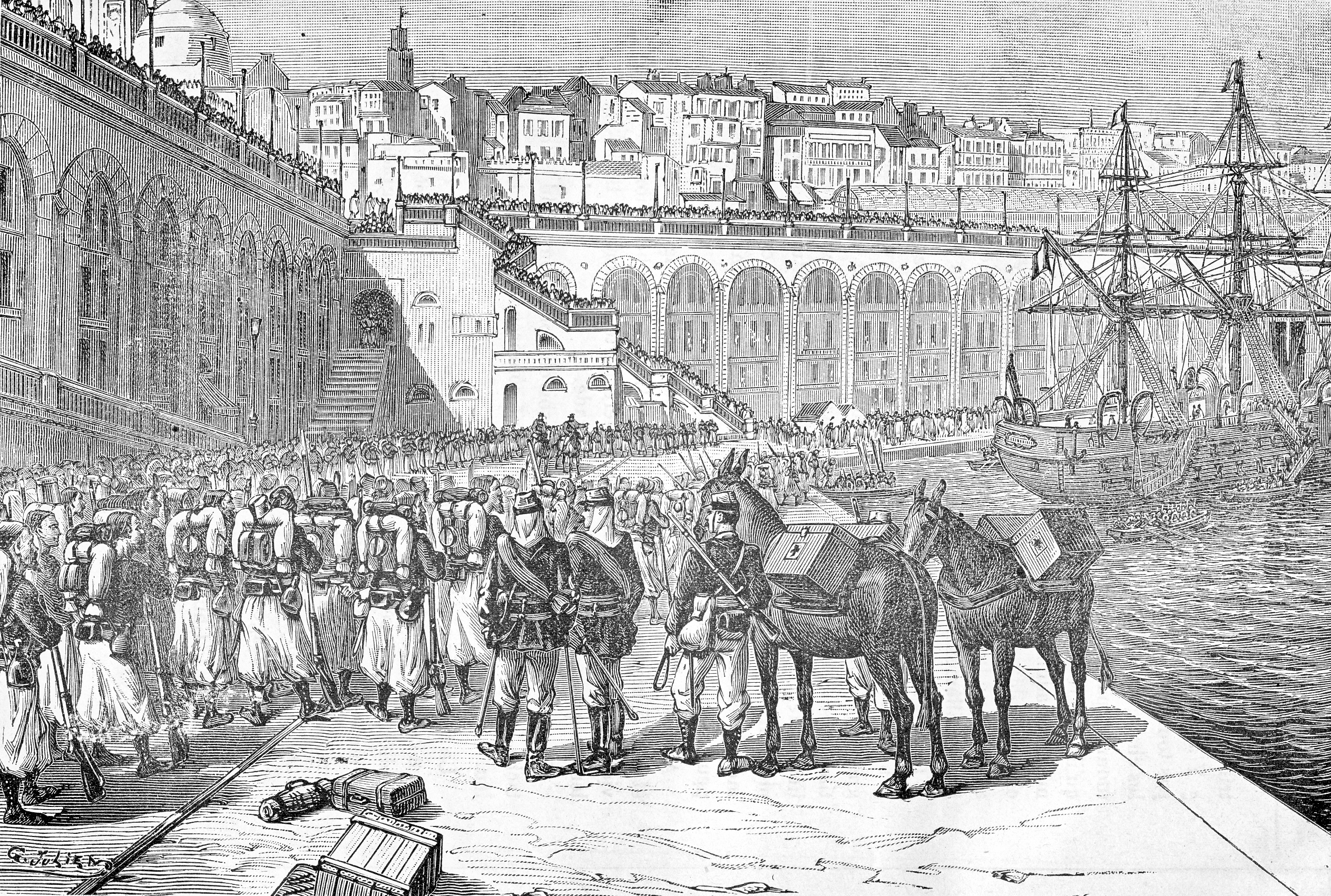
Zuavi in partenza da Algeri per il Tonchino, gennaio 1885

La battaglia ebbe luogo tre settimane dopo la fine dell'assedio di Tuyên Quang, nel corso di una ricognizione francese delle posizioni occupate dalle truppe dell'Esercito dello Yunnan di Tang Jingsong e dell'Esercito della bandiera nera di Liu Yongfu. I resoconti francesi della battaglia sono reticenti, il che suggerisce che per loro le cose erano andate molto male.
Liberata dall'assedio Tuyên Quang, il generale Louis Brière de l'Isle, al comando del Corpo di spedizione del Tonchino, elaborò i piani per una campagna contro l'esercito dello Yunnan, alla quale avrebbero partecipato 5000 soldati francesi e algerini, 2000 ausiliari tonchinesi con 460 muli e cavalli. La campagna sarebbe stata lanciata dalla base francese di Hưng Hóa. Simon, chef de bataillon del 1º battaglione del 1º reggimento Zuavi, arrivato da poco in Tonchino, ricevette l'ordine di effettuare una ricognizione preliminare nel villaggio di Phu Lam Tao, dove si reputava si trovasse un forte contingente dell'Esercito dello Yunnan. Il 23 marzo 1885, Simon raggiunse Phu Lam Tao e scoprì che il villaggio era occupato da truppe regolari dello Yunnan e da Bandiere nere ("pirati", come li chiamavano i francesi). Simon ordinò al suo battaglione di attaccare.

## La battaglia
È difficile stabilire come si sia svolto lo scontro, poiché le fonti francesi nulla riferiscono sullo scontro o vi fanno solo minime allusioni. L'Agence Havas, l'agenzia di stampa ufficiale francese, si limitò ad riportare che il battaglione di Simon aveva effettuato una ricognizione verso Phu Lam Tao e aveva subito diverse perdite, ma evidentemente c'era dell'altro. È certo che il battaglione di zuavi attaccò Phu Lam Tao e fu respinto, e molto probabilmente in modo umiliante. Il resoconto più completo dell'azione è stato fornito da Paul Sainmont, un ufficiale del battaglione "chef de bataillon" di Mignot del 2º reggimento Zuavi, che aveva accompagnato il battaglione di Simon nel Tonchino:
Secondo il tenente colonnello Bonifacy, che anni dopo discusse della battaglia con gli ufficiali presenti allo scontro, le truppe francesi ripiegarono in disordine, gettando via tascapane e fucili. Bonifacy commentò che gli Zuavi, appena arrivati dall'Algeria, non avrebbero dovuto essere impiegati in una missione del genere prima di essersi acclimatati alle condizioni di guerra del Tonchino. Le fonti cinesi sostengono che l'Esercito dello Yunnan e le Bandiere nere ottennero una netta vittoria a Phu Lam Tao. Secondo il rapporto ufficiale dell'esercito dello Yunnan, le sue forze a Phu Lam Tao furono attaccate dai francesi il 23 marzo 1885, l'attacco fu respinto e i francesi, abbandonati i loro morti sul campo di battaglia, si ritirarono in preda al panico nella giungla. Il rapporto aggiunge che i francesi si ritirarono dalla zona il 24 marzo 1885, abbandonando 400 uniformi e armi e mappe in quantità.

## Perdite
Il numero delle perdite subite dai francesi in questa azione è controverso. Secondo Lecomte, che liquidò la vicenda come una scaramuccia senza importanza, il battaglione di Simon subì "circa una dozzina" di perdite. Secondo Sainmont, le perdite francesi furono di circa 40-50 tra morti e feriti. Secondo Nimier, le perdite francesi furono di 6 morti e 29 feriti. Le cifre di Nimier furono accettate diversi decenni dopo da Thomazi, lo storico della conquista francese dell'Indocina.

## Significato
La battaglia di Phu Lam Tao avvenne un giorno prima della pesante sconfitta subita dal generale François de Négrier nella battaglia di Bang Bo ad opera dell'Esercito del Guangxi. La coincidenza portò Brière de l'Isle a concludere, erroneamente, che i francesi stessero affrontando un'offensiva concertata dai due eserciti cinesi. Questa conclusione contribuì al tono pessimistico del suo famigerato "telegramma di Lạng Sơn" del 28 marzo 1885, inviato in seguito alla ritirata da Lạng Sơn decisa dal tenente colonnello Paul-Gustave Herbinger. Il risultato di queste sconfitte francesi fu l'Affare del Tonchino, causa della caduta del governo di Jules Ferry e della rapida conclusione della guerra franco-cinese in circostanze di notevole imbarazzo per la Francia. Il distretto di Thanh May rimase in mano ai banditi vietnamiti fino all'ottobre 1885, quando il generale Roussel de Courcy, succeduto a Brière de l'Isle al comando del Corpo di spedizione del Tonchino nel maggio 1885, sferrò con 5000 uomini un attacco su larga scala che ricacciò i banditi lungo il Fiume Rosso fino a Thanh Quan.